# Gare de Kanazawa-Hakkei
La gare de Kanazawa-Hakkei (金沢八景駅, Kanazawa-Hakkei-eki) est une gare ferroviaire de la ville de Yokohama, dans la préfecture de Kanagawa au Japon. La gare est exploitée par les compagnies Keikyū et Yokohama Seaside Line.

## Situation ferroviaire
Gare d'échange, elle est située au point kilométrique (PK) 40,9 de la ligne principale Keikyū. Elle marque le début de la ligne Keikyū Zushi et la fin de la ligne Kanazawa Seaside.

## Histoire
La gare de Kanazawa-Hakkei a été inaugurée le 1er avril 1930.
La station de la ligne Kanazawa Seaside a ouvert le 5 juillet 1989. Le 31 mars 2019, elle est déplacée de 150 mètres vers l'ouest.

## Service des voyageurs

### Accueil
La gare dispose d'un bâtiment voyageurs, avec guichets, ouvert tous les jours.

### Desserte
- Ligne principale Keikyū :
  - voies 1 et 2 : direction Yokosuka-chūō, Uraga et Misakiguchi
  - voies 3 et 4 : direction Yokohama, Shinagawa et Sengakuji (interconnexion avec la ligne Asakusa pour Oshiage)
- Ligne Keikyū Zushi :
  - voies 2 et 4 : direction Zushi･Hayama
- Ligne Kanazawa Seaside :
  - voie 1 : direction Shin-Sugita